# خابور (الفرات)
الخابور نهر طوله 320 كم ينبع من جنوب تركيا بالقرب من الحدود السورية ثم يعبر الحدود جنوباً إلى سوريا من مدينة رأس العين شمال محافظة الحسكة ويمر ببلدة تل تمر حيث تصطف على ضفافه القرى الآشورية. يرفده نهر جقجق في مدينة الحسكةثم يمر بمدينة الشدادي ويصب في نهر الفرات قرب مدينة البصيرة التابعة لمحافظة دير الزور، ومُقام عليه سد الباسل في منطقة الشدادي جنوب محافظة الحسكة، وهذا السد أُقيم ضمن سلسلة من السدود والقنوات في مشروع وادي الخابور الذي بدأ في الستينات من القرن العشرين.
تبلغ مساحة وادي الخابور حوالي 4 ملايين فدان من الأراضي الزراعية الخصبة، وهي سلة الحنطة في سوريا حيث تنتشر زراعة القمح بشكل كبير في سهوله الواسعة الخصبة.

## التسمية
الخابور هو صيغة اسم فاعل (علم النحو) مشتقة من الجذر اللغوي خبر وهو يعني باللغة السريانية حفر - ثقب -عمق وبالتالي يكون اسم الخابور الحافر المعمق في الأرض وذلك لقوة جريانه في الأزمنة السابقة قبل جفافه.

## التاريخ
يضم وادي الخابور في سوريا العديد من المواقع والتلال الأثرية التي تعود للعصور والحضارات التي قامت في هذه المنطقة التي شهدت حضارات الآراميين والميتانيين والحيثين والآشوريين والأموريين السريان والكلدان وغيرهم ويوجد أكبر عدد من المناطق والتلال الأثرية على الإطلاق مثل: تل حلف وتل براك وشغربازار وتل موزان أوركش وتل مشنقة وتل تنينير وتل الدغيرات وتل دكاك وتل النهاب وتل النهاب
الجنوبي وتل المصباح وتل ناجه وتل زياد/ غوين وتل قطار وتل جنيدي وتل التليلات وتل الذهب وتل طابان وتل المطارية وتل الفليتي وتل جابي وتل رجائي وتل شيخ عثمان وتل البديرى وتل أم قصير وتل الصور وتل رد شقرا وتل تنينير. وفد أعطى النهر اسمه لوعاء مطلي من الألفية الثانية ق.م. و اسم النهر جاء من خا رقيق والبور الأرض غير المفلوحة التي ازدهرت فيه.
من المدن الأثرية الهامة في وادي الخابور في سوريا مدينة غوزاتا (تل حلف)، مدينة كحت (تل بري)، مدينة اورو/ أوريما (تل محباقة)، مدينة دور كات ليمو، مدينة رش عينا (رأس العين)، مدينة عرابان وغيرها، وتعتبر هذه المنطقة مع منطقة الجزيرة السورية من أهم مواطن الحضارات في تاريخ الإنسانية والتي قامت وازدهرت على ضفاف نهر الخابور في سوريا.
أيا شجر الخابور مالك مورقا ... كأنّك لم تجزع على ابن طريف
البيت قالته الفارعة بنت طريف، من قصيدة ترثي أخاها الوليد بن طريف، وكان قد خرج أيام الرشيد في الجزيرة الفراتية

## روافد الخابور
هنالك العديد من الأنهر والينابيع الصغيرة التي ترفد نهر الخابور وخصوصا ينابيع مدينة رأس العين ومنها نبع الكبريت وعين الزرقا وغيرها. ويرفد الخابور عدة أنهار ووديان أهمها نهر الزركان أو نهر صور، القادم من قرب ماردين وطول هذا النهر 95 كم ونهر الجرجب الصغير والجرجب الكبير. ثمّ يرفده في مدينة الحسكة من الشمال نهر الجغجغ (وأسمته الكتب القديمة (ميكدونيوس). وسمي كذلك بغدون أو مغدون أو الهرماس. منابعه قرب بلدة نصيبين ) وروافده حيث ترفده أنهار موسمية مثل (السلاخ، والجراحي، والرد). يبلغ طوله 124 كم.
حاليا يعاني كل من الخابور وروافده من انخفاض في مستوى المياه، وذلك لعدة عوامل أهمها تغير المناخ.